# Arabisches Café (Düsseldorf)

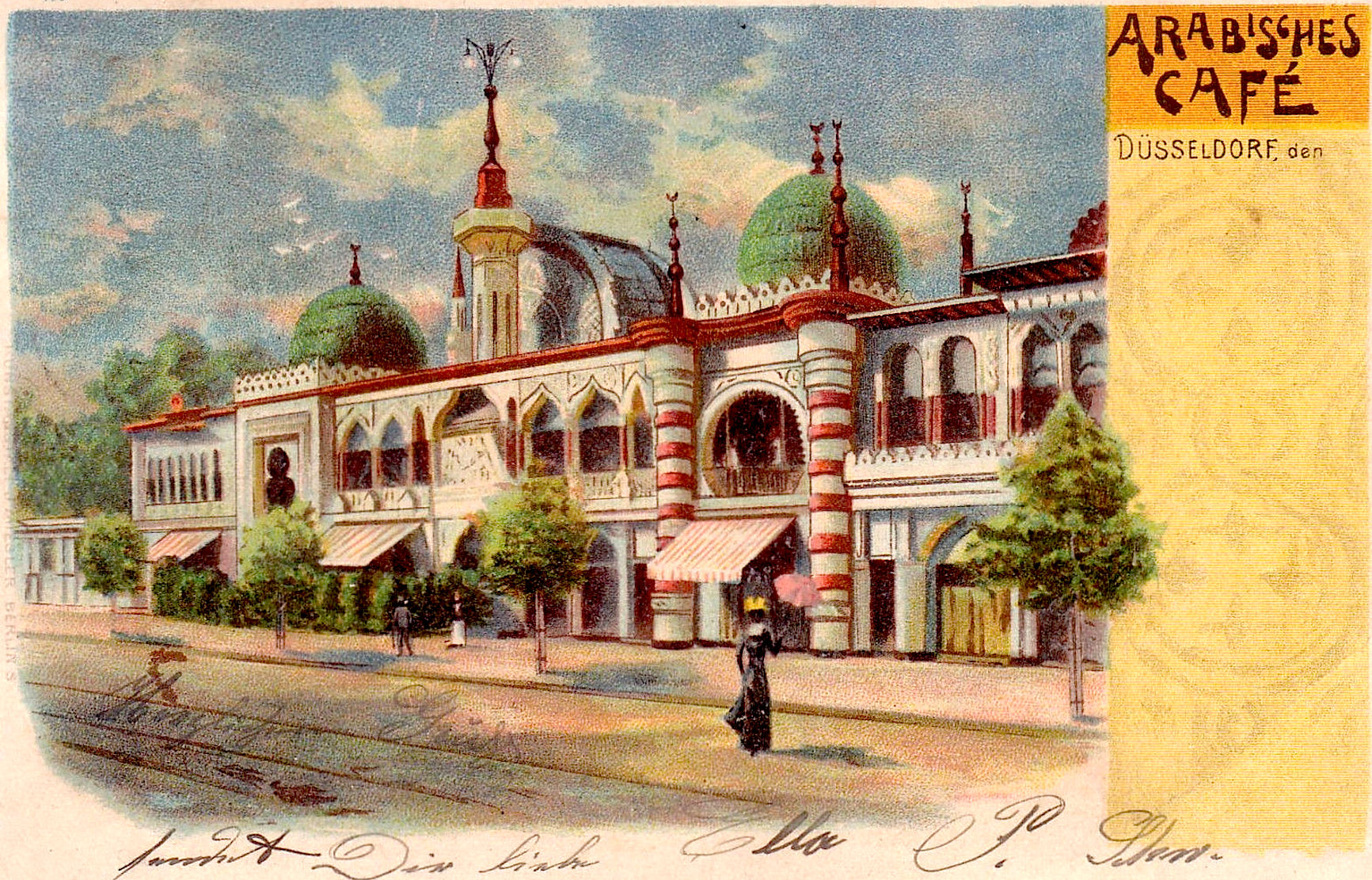
Arabische Café, Graf-Adolf-Straße 44, um 1900

Das Arabische Café in Düsseldorf war ein langgestreckter orientalisch anmutender Bau mit mehreren Kuppeln und einem Minarett. Das Gebäude wurde 1895 vom Architekten Peters auf der stillgelegten Bahntrasse der Bergisch-Märkischen Eisenbahn-Gesellschaft errichtet. Das Gastronomiegebäude mit seiner extravaganten Architektur im „maurischen Stil“ unter Verwendung farbig glasierter Steine stand auf einem langgestreckten, aber nur 8 m tiefen Grundstück. Es gab der Graf-Adolf-Straße um 1900 einen morgenländischen Akzent und machte den Einfluss der Kolonialzeit deutlich.
Im Erdgeschoss des von der Bauunternehmung Boswau & Knauer gebauten Komplexes befand sich das erste Düsseldorfer Selbstbedienungsrestaurant und in der ersten Etage das von der Firma Moritz & Görlich betriebene Café im arabischen Stil. Gäste konnten sich in den reich verzierten und mit Kamelsesseln und ornamentierten maurischen Hockern ausgestatteten Räumen bei einer Tasse Mokka wie ein arabischer Scheich fühlen und wurden sogar von Beduinensklaven bedient.
In dem Gebäude wurde von Christian Winter mit der „Düsseldorfer Wunderhalle“ auch das erste Düsseldorfer Kino eröffnet, in dem bis zu 15 Minuten dauernde Filme gezeigt wurden. Das Kino gab auch den Anstoß dazu, dass sich später weitere Lichtspielhäuser in diesem Stadtviertel ansiedelten.
Das Arabische Café wurde bereits 1911 geschlossen. Das Gebäude wurde verändert und schließlich 1928 abgerissen, um für das „Europahaus“ Platz zu schaffen, in dem die UFA später mit dem „Europa-Palast“ ein großes Erstaufführungskino einrichtete. Dieses wurde im Zweiten Weltkrieg aber größtenteils zerstört. Nach dem Krieg wurde an dieser Stelle wieder ein Kino mit dem Namen „Europa-Palast“ betrieben, das 1949 nach Plänen von Ernst Huhn renoviert wurde. Als mit der Berliner Allee eine große Schneise durch die Innenstadt geschlagen wurde, riss man es ab und errichtete dort ein Horten-Kaufhaus (heute Edeka).
Andere Beispiele für orientalisierende Architektur in dieser Epoche sind das Café Orient in Wiesbaden oder die Zigarettenfabrik „Yenidze“ in Dresden.